# Męczennicy z Paryża
Męczennicy z Paryża (Męczennicy paryscy) – grupa beatyfikowanych męczenników, zamordowanych w Paryżu we wrześniu 1792 roku w czasie tak zwanych masakr wrześniowych. W czasie rewolucji francuskiej w wyniku antykatolickich prześladowań religijnych, jak się szacuje, zginęło kilkanaście tysięcy ofiar, z których za męczenników Kościół katolicki uznał 16 karmelitanek z Compiègne, 19 osób z Laval, zakonnice z Orange, 64 ofiary deportacji i grupę zakonnic z Valenciennes. Największą grupę beatyfikowanych stanowią Męczennicy z Paryża.

## Geneza męczeństwa
W Paryżu w dniach od 2 do 6 września 1792 roku zamordowano około 1400 osób. W gronie tym znajdowało się 300 duchownych i zakonników odmawiających złożenia przysięgi konstytucyjnej.
W pierwszej połowie sierpnia w przylegającym do opactwa Saint-Germain-des-Prés więzieniu zaczęto przetrzymywać tzw. „podejrzanych”, a gdy zabrakło miejsca kolejnych aresztantów umieszczano początkowo w refektarzu, a później w innych pomieszczeniach opactwa. Pierwszymi ofiarami masakry stali się przewożeni do Saint-Germain-des-Prés po przesłuchaniu w merostwie aresztanci. Tłum towarzyszący konwojowi wtargnął do refektarza. Ofiarą padły tam 83 zabite osoby, kolejnymi zamordowanymi byli odmawiający złożenia przysięgi konstytucyjnej z innych pomieszczeń.
Po południu tego dnia komisarz Violette dokonał samosądu w klasztorze karmelitów przy Rue de Vaugirard 70. Najpierw rozkazał opuszczenie budynku wszystkim tam przebywającym do przylegających ogrodów naprzeciw tłumu, a później zaczął wydawać wyroki na pozostałych przy życiu oddając ich w ręce tłumu. Ocenia się, że w tych wydarzeniach śmierć poniosło około 114 osób. Wśród nich było 3 biskupów i ich sekretarze, 7 wikariuszy generalnych, archidiakoni, proboszczowie, wikariusze, diakoni, przełożeni eudystów, sulpicjanów i benedyktynów, jezuici, sulpicjanie oraz świeccy. Ofiary mordu zostały pochowane w zbiorowych mogiłach na terenie cmentarza Vaugirard, część z nich wrzucono do studni klasztornej. Po ekshumacji w 1867 roku relikwie ofiar spoczęły w krypcie kościoła karmelitów.
Kolejnymi ofiarami byli więźniowie z La Force, seminarium św. Firmina i przebywający w kościele Saint Nicolas du Chardonnet.
Nie została ustalona pełna liczba ani nazwiska pomordowanych za sprawą między innymi pożaru archiwów w 1871 roku. Zbrodnie popełnione w tym okresie określane są jako mord wrześniowy.
Proces informacyjny w diecezji Paryża toczył się od 21 marca 1901 do 5 lutego 1906, a ogłoszenie dekretu o męczeństwie nastąpiło 1 października 1926.
Papież Pius XI 17 października 1926 roku dokonał beatyfikacji 191 męczenników, których dokumentację udało się skompletować. W tej grupie znajduje się trzech biskupów, księża diecezjalni i zakonni, diakoni, kleryk, brat zakonny i wierni świeccy. W Kościele katolickim grupa Męczenników z Paryża wspominana jest 2 września, zaś Towarzystwo Jezusowe współbraci z tego grona wspomina 19 stycznia.

## Lista błogosławionych

### Zamordowani na terenie opactwa
| Imię (imię oryginalne)                           | Nazwisko              | Data urodzenia          | Data śmierci    | Stan/funkcja                  |
| ------------------------------------------------ | --------------------- | ----------------------- | --------------- | ----------------------------- |
| Ludwik Renat Mikołaj (Louis-Remi-Nicolas)        | Benoist               | 1740                    | 2 września 1792 | wikariusz                     |
| Ludwik Remigiusz (Louis-Remi)                    | Benoist               | 1755                    | 2 września 1792 | wikariusz                     |
| Antoni Karol Oktawian (Antoine-Charles-Octavien) | du Bouzet             | 1739                    | 2 września 1792 | wikariusz generalny Reims     |
| Jan Andrzej (Jean-André)                         | Capeau                | data urodzenia nieznana | 2 września 1792 | prezbiter                     |
| Armand Chapt (Armand-Anne-Auguste-Antonin)       | de Rastignac          | 1 października 1727     | 2 września 1792 | archidiakon Arles             |
| Klaudiusz (Claude)                               | Fontaine              | 1749                    | 2 września 1792 | wikariusz                     |
| Piotr Ludwik (Pierre-Louis)                      | Gervais               | 1753                    | 2 września 1792 | prezbiter                     |
| Jan Ludwik (Jean-Louis)                          | Guyard de Saint-Clair | 1734                    | 2 września 1792 | kanonik w Soissons            |
| Sanktus (Saintin)                                | Huré                  | 1765                    | 2 września 1792 | prezbiter                     |
| Karol Ludwik (Charles-Louis)                     | Hurtrel               | 1760                    | 2 września 1792 | franciszkanin, ojciec zakonny |
| Ludwik Beniamin (Louis-Benjamin)                 | Hurtrel               | 1762                    | 2 września 1792 | diakon                        |
| Aleksander Karol (Anne-Alexandre-Charles-Marie)  | Lanfant               | 9 września 1726         | 2 września 1792 | jezuita                       |
| Laurencjusz (Laurent)                            | Laurencjusz           | data urodzenia nieznana | 2 września 1792 | prezbiter, zakonnik           |
| Ludwik (Louis)                                   | Le Danois             | 1741                    | 2 września 1792 | wikariusz                     |
| Tomasz Jan (Thomas-Jean)                         | Monsaint              | 18 grudnia 1725         | 2 września 1792 | wikariusz                     |
| Franciszek Józef (François-Joseph)               | Pey                   | 1759                    | 2 września 1792 | kanonik                       |
| Daniel Ludwik Andrzej (Danniel-Louis André)      | des Pommerayes        | 1725                    | 2 września 1792 | prezbiter, wikariusz          |
| Jan Józef (Jean-Joseph)                          | Rateau                | 18 listopada 1758       | 2 września 1792 | prezbiter                     |
| Marek Ludwik (Marc-Louis)                        | Royer                 | 1720                    | 2 września 1792 | prezbiter                     |
| Jan Piotr (Jean-Pierre)                          | Simon                 | data urodzenia nieznana | 2 września 1792 | prezbiter                     |
| Piotr Jakub Maria (Pierre-Jacques-Marie)         | Vitalis               | 1759                    | 2 września 1792 | prezbiter                     |

### Zamordowani w klasztorze
| Imię (imię oryginalne)                | Nazwisko            | Data urodzenia  | Data śmierci    | Stan/funkcja |
| ------------------------------------- | ------------------- | --------------- | --------------- | ------------ |
| Wincenty (Vincent)                    | Abraham             | 15 czerwca 1740 | 2 września 1792 | prezbiter    |
| Andrzej (Andé)                        | Angar               | ok. 1759        | 2 września 1792 | wikariusz    |
| Jan Chrzciciel (Jean-Baptiste-Claude) | Aubert              | 19 marca 1768   | 2 września 1792 | wikariusz    |
| Franciszek (François Balmain)         | Belamain            | 25 maja 1733    | 2 września 1792 | jezuita      |
| Jan Piotr (Jean-Pierre Bangue)        | Bangue              | 12 lutego 1744  | 2 września 1792 | prezbiter    |
| Ludwik (Louis Barreau de la Touche)   | Barreau de la Tuche | 6 czerwca 1758  | 2 września 1792 | benedyktyn   |

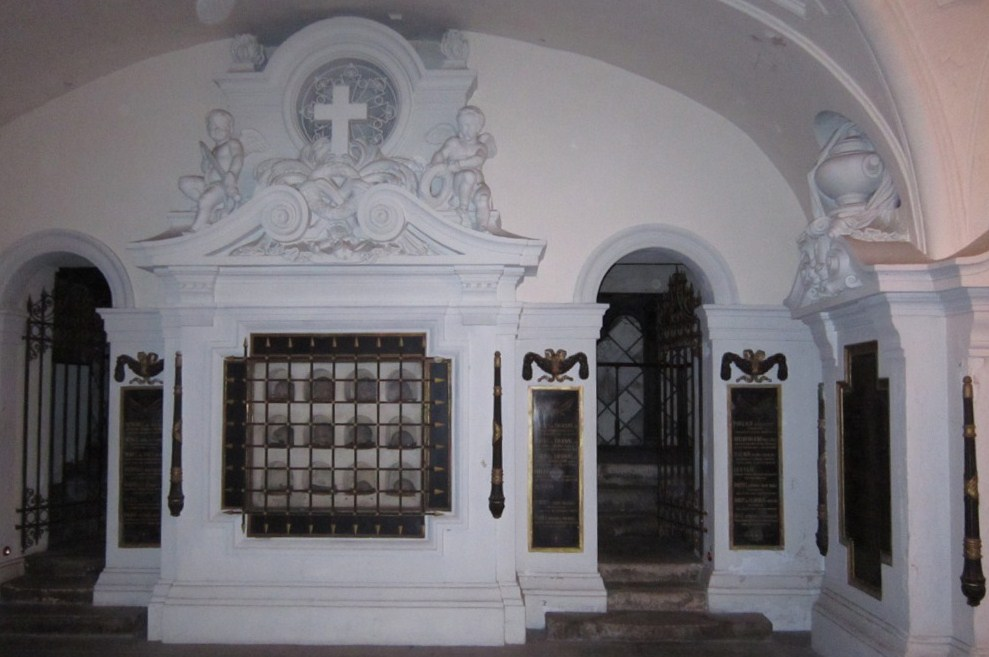
„Krypta Męczenników” w paryskim kościele karmelitów.

1. Ludwik Franciszek Andrzej Barret,  Louis-François-André Barret – ur. 1753 w Carpentras. Pracował w kościele św. Rocha w Paryżu.
2. Józef Bécavin, Joseph Bécavin – ur. 1767 pod Nantes. Święcenia kapłańskie przyjął 15 kwietnia 1792 roku.
3. Karol Jeremiasz Bérauld du Pérou, Charles-Jéremie Bérauld du Pérou – ur. 1737 w Saint-Martin de Meursac, jezuita.
4. Jakub Juliusz Bonnaud, Jacques-Jules Bonnaud – ur. 1740 na San Domingo, jezuita.
5. Ludwik Aleksy Boubert, Louis-Alexis-Mathias Boubert – ur. 1776 w Amiens. Do seminarium wstąpił po ukończeniu studiów w Paryżu ze stopniem naukowym doktora.
6. Jan Antoni Jacek Boucharenc de Chaumeils, Jean-Antoine-Hyacinthe Boucharenc de Chaumeils – ur. 1738 w Pradelle. Wikariusz generalny w Viviers.
7. Jan Franciszek Bousquet, Jean-François Bousquet – ur. 1751 w Ginestas. Studiował w Tuluzie. Był kanonistą, a od 1786 roku przebywał u paryskich eudystów. Trzy lata później wydał Droit ecclésiastique français.
8. Jan Franciszek Burté, Jean-François Burté – ur. 1740 w Rambervillers. Do wspólnoty franciszkanów wstąpił w wieku 17 lat. W zakonie był później profesorem, a od 1778 roku wybierano go na gwardiana.
9. Karol Regis Mateusz de la Calmette, Charles-Regis-Mathieu de la Calmette de Valfons – ur. 1747 w Nîmes. Hrabia de Valfons przed zamieszkaniem w Paryżu pełnił służbę w regimencie na terenie Szampanii jako oficer[15]. Był jedyną świecką ofiara wśród beatyfikowanych, zamordowanych na terenie klasztoru.
10. Klaudiusz Cayx (Dumas), Claude Cayx-Dumas – ur. 1724 w Martel, jezuita.
11. Jan Charton de Millou, Jean Charton de Millou – ur. 1736 w Lyonie, jezuita.
12. Klaudiusz Chaudet, Claude Chaudet – o pochodzącym z diecezji Aix-en-Provence nie zachowały się wiarygodne informacje. Podczas rewolucji mieszkał w Paryżu pracując w parafii Saint-Nicolas-des-Champs. Aresztowany został za odmowę złożenia przysięgi konstytucyjnej.
13. Ambroży Augustyn Chevreux, Ambroise-Augustin Chevreux – ur. w 1728, benedyktyn.
14. Mikołaj Clairet, Nicolas Clairet – ur. 1726 w Barfleur, kapelan paryskiego szpitala.
15. Klaudiusz Colin, Claude Colin – ur. 1728 w Charenton-le-Pont, paryski prezbiter, kapelan szpitala, pozbawiony stanowisk przez władze rewolucyjne przebywał w domu księży w Issy.
16. Bernard Franciszek de Cucsac, Bernard-François de Cucsac – ur. 1728 w Tuluzie, od dwudziestego czwartego roku życia w zakonie sulpicjanów, w którym pełnił obowiązki konsultora przełożonego generalnego.
17. Franciszek Dardan, François Dardan – ur. 1733 w Isturits, święcenia kapłańskie przyjął w 1762 roku, pełnił obowiązki wykładowcy i rektora seminarium, był także spowiednikiem w Kolegium św. Barbary.
18. Wilhelm Antoni Delfaut, Guillaume-Antoine Delfaut – ur. 1733 w Daglan, jezuita.
19. Mauryn Wiktor Deruelle, Mathurin-Victoir Deruelle – ur. 1729 w Paryżu, święcenia kapłańskie przyjął w 1753 roku, posługę kapłańską sprawował w parafii przy kościele św. Gerwazego, był także kapelanem szarytek.
20. Gabriel Desprez de Roche – ur. 1751 w Nevers, przyjęciem święceń kapłańskich uwieńczył paryskie studia u sulpicjanów (1776 r.).
21. Tomasz Mikołaj Dubray, Thomas-Nicolas Dubray – ur. 1746 w Beauvais, jak Gabriel Desprez de Roche po studiach odbytych u sulpicjanów przyjął święcenia kapłańskie, a następnie podjął pracę w kościele św. Sulpicjusza w Paryżu.
22. Tomasz Renat Dubuisson, Thomas-René Dubuisson – ur. 1737 w Laval. Działalność kapłańską prowadził w Sens i Barville, aż do uniemożliwienia pracy. Po przyjeździe do Paryża zamieszkał u eudystów, gdzie go aresztowano.
23. Franciszek Dumasrambaud de Calandelle, François Dumasrambaud de Calandelle – ur. 1754 w diecezji Limoges. Pełnił obowiązki wikariusza, był profesorem, a także sprawował posługę jako kapelan biskupa. Zasiadał w Stanach Generalnych.
24. Henryk Hipolit (Filip) Ermès, Henri-Hippolyte Ermès – ur. 1752 w Paryżu, po studiach odbytych u sulpicjanów przyjął w 1776 roku święcenia kapłańskie, a następnie był adiunktem w Lyonie. Był autorem opublikowanych rozpraw. Aresztowany na początku sierpnia.
25. Armand de Foucauld de Pontbriand – ur.  24 listopada[16] 1751 w gminie Périgueux. Po przyjęciu święceń kapłańskich (1775) mianowany został kanonikiem. Za sprawą nominacji swego wuja, biskupa Arles, po ukończeniu studiów został wikariuszem generalnym. Występował przeciwko Konstytucji cywilnej kleru. Aresztowany został za odmowę złożenia przysięgi konstytucyjnej.
26. Jakub Friteyre-Durvé, Jacques Friteyre-Durvé – ur. 1725 w Marsac, jezuita.
27. Klaudiusz Franciszek Gagnières des Granges, Claude-François Gagnières des Granges – ur. 1722 w Chambéry, jezuita.
28. Jakub Gabriel Galais, Jacques-Gabriel Galais – ur. 1754 w Longué, przełożony domu zakonnego, sulpicjanin.
29. Piotr Gauguin, Pierre Gauguin – ur. 1725 w Saint-Médard, w Nantes pełnił obowiązki zarządzającego seminarium duchownym (1775–1789). Aresztowany został w Issy.
30. Ludwik Wawrzyniec Gaultier, Louis-Laurent Gaultier – ur. 1717, duchowny.
31. Seweryn Girault, Séverin Girault (Georges) – ur. 1728 w Rouen, tercjarz franciszkański.
32. Jan Goizet, Jean Goizet – ur. 1742 w Niort, święcenia kapłańskie przyjął w 1766 roku, a później pracował jako wikariusz. W 1780 roku otrzymał godność archiprezbitera. Aresztowany został w Paryżu.
33. Andrzej Grasset de Saint-Sauveur, André Grasset de Saint-Sauveur – ur. 1758 w Montrealu, kanonik.
34. Piotr Michał Guérin, Pierre-Michel Guérin – ur. 1759 pod La Rochelle, sulpicjanin.
35. Jan Antoni Guilleminet, Jean-Antoine Guilleminet – ur. 1738 w Bédarieux, kanonik.
36. Franciszek Ludwik Hébert, François-Louis Hébert – ur. 1735 w Crouttes, eudysta.
37. Jakub Szczepan Filip Hourrier, Jacques-Étienne-Philippe Hourrier – ur. 1751 w Mailly, sulpicjanin.
38. Jan Chrzciciel Jannin, Jean-Baptiste Jannin – ur. 1754 w Sourdeval, kapelan.
39. Jan Lacan, Jean Lacan – ur. 1762, kapelan.
40. Piotr Landry, Pierre Landry – ur. 1762 w Niort, wikariusz.
41. Klaudiusz Antoni Rudolf de Laporte, Claude-Antoine-Raoul Laporte – ur. 1734 w Breście, jezuita.
42. Franciszek Józef de la Rochefoucauld, François-Joseph de La Rochefoucauld – ur. 1735, biskup.
43. Piotr Ludwik de la Rochefoucauld, Pierre-Louis de la Rochefoucauld – ur. 1744, biskup.
44. Jan Maria du Lau, Jean-Marie du Lau d’Alleman – ur. 1738, arcybiskup.
45. Maturyn Mikołaj Le Bous, Mathurin-Nicolas de la Ville-Crohain le Bous de Ville-Neuve – ur. 1731 w Rennes, jezuita.
46. Robert Le Bis – ur. 1719 w Saint-Amand, rektor.
47. Wilhelm Ludwik Mikołaj Leclerc, Guillaume-Nicolas-Louis Leclerq znany jako brat Salomon – ur. 1745 w Boulogne-sur-Mer, lasalianin.
48. Oliwer Lefèvre, Olivier Lefèvre – ur. 1728 w Grentheville, kapelan.
49. Urban Lefèvre, Urbain Lefèvre – ur. 1725 w Tours, członek Towarzystwa Misji Zagranicznych.
50. Franciszek Lefranc, François Lefranc – ur. 1739 w Vire, eudysta.
51. Karol Franciszek Le Gué, Charles-François le Gué – ur. 1724 w Rennes, jezuita.
52. Jakub Józef Lejardinier, Jacques-Joseph Lejardinier – ur. 1750 w Laigle (obecnie L’Aigle), prezbiter.
53. Jakub Jan Lemeunier, Jacques-Jean Lemeunier – ur. 1747 w Mortagne, wikariusz.
54. Wincenty Józef Le Rousseau de Rosencoat, Vincent-Joseph le Rousseau de Rosencoat – ur. 1726 w Châteauneuf, jezuita.
55. Jakub Augustyn Robert de Lézardières, Jacques-Augustin Robert de Lézardières – ur. 1768, diakon.
56. Franciszek Cezary Londiveau, François-César Londiveau – ur. 1764 w Saint-Calais, wikariusz.
57. Ludwik Longuet, Louis Longuet – ur. 1757 w Saint-Germain-Langot, kanonik.
58. Jakub Franciszek de Lubersac, Jacques-François de Lubersac – ur. 1728 w Forge, bakalaureat.
59. Henryk Augustyn Luzeau, Henri-August Luzeau de la Mulonnière – ur. 1762, sulpicjanin.
60. Kasper Klaudiusz Maignien, Gaspard-Claude Maignien – ur. 1752 w Amance, prezbiter.
61. Jan Filip Marchand, Jean-Philippe Marchand – ur. 1764 w Marsay, sulpicjanin.
62. Renat Julian Massey, René-Julien Massey – ur. 1732 w Rennes, benedyktyn.
63. Ludwik Mauduit, Louis Mauduit – ur. 1763 w Chevillon, prezbiter.
64. Franciszek Ludwik Méallet de Fargues, François-Louis Méallet de Fargues – ur. 1764 w Vitrac, wikariusz generalny.
65. Jakub Aleksander Menuret, Jacques-Alexandre Menuret – ur. 1734 w Montélimar, prezbiter.
66. Apolinary z Posat (Jan Jakub Morel), Apollinaire de Posat (Jean-Jacques Morel) – ur. 1739 w Prez-vers-Noréaz, kapucyn.
67. Jan Chrzciciel Nativelle, Jean-Baptiste Nativelle – ur. 1749 w Guiberville, wikariusz.
68. Renat Nativelle, René Nativelle – ur. 1751, wikariusz.
69. Augustyn Dionizy Nézel, August-Dénis Nézel – ur. 1770 w Paryżu, kleryk.
70. Maciej Augustyn Nogier, Antoine-Mathieu-Augustin Nogier – ur. 1764 w Le Puy, kapelan.
71. Piotr Franciszek Pazery de Thorame, Pierre-François Pazery de Thorame – ur. 1752 w Aix-en-Provence, wikariusz generalny.
72. Józef Tomasz Pazery de Thorame, Joseph-Thomas Pazery de Thorame – ur. 1751 w Aix-en-Provence, kanonik.
73. Juliusz Honorat Pazery de Thorame, Jules-Honoré-Cyprien Pazery de Thorame – ur. 1763, wikariusz generalny.
74. Piotr Ploquin, Pierre Ploquin – ur. 1762 w Villandry, wikariusz.
75. Jan Chrzciciel Michał Pontus, Jean-Baptiste-Michel Pontus – ur. 1763 w Néville, sulpicjanin.
76. Renat Mikołaj Poret, René-Nicolas Poret – ur. 1732 w Mesnil-Tauffray, prezbiter.
77. Julian Poulain-Delaunay, Julien Poulain Delaunay – ur. 1744 w Ver-sur-Mer, prezbiter.
78. Piotr Mikołaj Psalmon, Pierre-Nicolas Psalmon – ur. 1749 w Rouen, sulpicjanin.
79. Jan Robert Quéneau, Jean-Robert Quéneau – ur. 1758 w Angers, prezbiter.
80. Stefan Franciszek Deusdedit de Ravinel, Étienne-François-Dieudonné de Ravinel – ur. 1769 w Bayon, diakon.
81. Klaudiusz Rosseau, Claude Rousseau – ur. 1751 w Paryżu, sulpicjanin.
82. Franciszek Urban Salin de Niart, François-Urbain Salins de Niart – ur. 1760, prezbiter.
83. Jan Henryk Ludwik Samson, Jean-Henri-Louis-Michel Samson – ur. 1754 w Avranches, wikariusz.
84. Jan Antoni de Savine, Jean-Antoine de Savine – ur. 1760 w Embrun, sulpicjanin.
85. Jan Antoni Barnaba Séguin, Jean-Antoine-Barnabé Séguin – ur. 1754 w Carpentras, prezbiter.
86. Jan Chrzciciel Maria Tessier, Jean-Baptiste-Marie Tessier – ur. 1761 w Fontaine-les-Ribouts, kaznodzieja.
87. Lupus Thomas, Loup Thomas-Bonnotte – ur. 1719 w Entrains-sur-Nohain, jezuita.
88. Franciszek Vareilhe-Duteil, François Vareilhe-Duteil – ur. 1734 w Felletin, jezuita.
89. Piotr Ludwik Józef Verrier, Pierre-Louis-Joseph Verrier – ur. 1728 w Douai, kapelan.[14]

### Zamordowani w seminarium
1. Andrzej Abel Alricy, André-Abel Alricy – ur. 1712, prezbiter.
2. Renat Maria Andrieux, René-Marie Andrieux – ur. 1742 w Rennes, jezuita.
3. Piotr Paweł Balzac, Pierre-Paul Balzac – ur. 1750, prezbiter.
4. Jan Franciszek Maria Benoît (Vourlat), Jean-François-Marie Benoît-Vourlat – ur. 1731 w Lyonie, jezuita.
5. Jan Karol Maria Bernard du Cornillet, Jean-Charles-Marie Bernard du Cornillet – ur. 1759 w Châteaubriant, kanonik regularny.
6. Michał Andrzej Sylwester Binard, Michel-André-Sylvestre Binard – ur. 1742 w Laulne, prezbiter.
7. Mikołaj Bize, Nicolas Bize – ur. 1737 w Wersalu, prezbiter.
8. Klaudiusz Bochot, Claude Bochot – ur. 1720 w Troyes ze Zgromadzenia Ojców Nauki Chrześcijańskiej (Patres a Doctrina Christiana).
9. Jan Franciszek Bonnel de Pradal, Jean-François Bonnel de Pradal – ur. 1738 w Aix-les-Thermes, kanonik regularny.
10. Piotr Bonzé, Pierre Bonzé – ur. 1719 w Paryżu, prezbiter.
11. Piotr Briquet, Pierre Briquet – ur. 1742 w Vervins, prezbiter.
12. Piotr Brisse, Pierre Brisse – ur. 1733 w Brombos, penitencjarz diecezjalny
13. Karol Carnus, Charles Carnus – ur. 1749 w Peyriniac, prezbiter.
14. Jan Karol Caron, Jean-Charles Caron – ur. 1730 w Auchel, lazarysta.
15. Bertrand Antoni de Caupenne (Copenne), Bertrand-Antoine de Caupenne – ur. 1753 w Jéguin, wikariusz.
16. Mikołaj Colin, Nicolas Colin – ur. 1730 w Grenant, lazarysta.
17. Sebastian Desbrielles, Sébastien Desbrielles – ur. 1739 w Bourges, nauczyciel.
18. Jakub Dufour, Jacques Dufour – ur. 1765 w Troisgots, wikariusz.
19. Dionizy Klaudiusz Duval, Denis-Claude Duval – ur. 1740 w Paryżu, wikariusz.
20. Kosma Duval (Jan Piotr), Jean-Pierre Duval – ur. 1740 w Paryżu, nauczyciel.
21. Józef Falcoz, Joseph Falcoz – ur. 1726 w Saint-Sorlin-d’Arves, prezbiter.
22. Gilbert Jan Fautrel, Gilbert-Jean Fautrel – ur. w Marcilly, kapelan.
23. Eustachy Felix, Eustache Félix – ur. 1735 w Troyes ze Zgromadzenia Ojców Nauki Chrześcijańskiej.
24. Filibert Fougères, Philibert Fougères – ur. 1742 w Paryżu, prezbiter.
25. Ludwik Józef François, Louis-Joseph François – ur. 1751 w Busigny, lazarysta.
26. Piotr Jan Garrigues, Pierre-Jean Garrigues – ur. 1725 w Sauveterre, prezbiter.
27. Mikołaj Gaudreau, Nicolas Gaudreau – ur. 1744 w Paryżu, prezbiter.
28. Stefan michał Gillet, Étienne-Michel Gillet – ur. 1758 w Paryżu, prezbiter.
29. Jerzy hieronim Giroust, Georges-Jérôme Giroust – ur. 1765 w Bussy, wikariusz.
30. Józef Maria Gros, Joseph-Marie Gros – ur. 1742 w Lyonie, prezbiter.
31. Jan Henryk Gruyer, Jean-Henri Gruyer – ur. 1734 w Dole, lazarysta.
32. Piotr Guérin du Rocher, Pierre-Michel Guérin du Rocher – ur. 1731 w Sainte-Honorine-la-Guillaume, jezuita.
33. Robert Franciszek Guérin du Rocher, Robert-François Guérin du Rocher – ur. 1736 w Repas, jezuita.
34. Iwo Andrzej Guillon de Keranrum, Yves-André Guillon de Keranrun – ur. 1748 w Lézardrieux, prezbiter.
35. Julian Franciszek Hédouin, Julien-François Hédouin – ur. 1760 w Coutances, kapelan.
36. Piotr Franciszek Hénocq, Pierre-François Hénocq – ur. 1749 w Tronchoy, prezbiter.
37. Eligiusz Herque du Roule, Éloy Herque du Roule – ur. 1741 w Lyonie, jezuita.
38. Piotr Ludwik Joret, Pierre-Louis Joret – ur. 1761 w Rollot, prezbiter.
39. Jakub de la Lande, Jacques de la Lande – ur. 1735 w La Ferté-Auvray, prezbiter.
40. Idzi Ludwik Symforian Lanchon (Lambon), Gilles-Louis-Symphorien Lanchon – ur. 1754, prezbiter.
41. Ludwik Jan Mateusz Lanier, Louis-Jean-Mathieu Lanier – ur. 1753 w Château-Gontier, prezbiter.
42. Jan Józef de Lavèze-Belay, Jean-Joseph de Lavèze-Belay – ur. 1742 w diecezji Viviers, kapelan szpitalny.
43. Michał Leber, Michel Leber – ur. 1731 w Paryżu, duchowny.
44. Piotr Florencjusz Leclercq (Clercq), Pierre-Florent Leclercq – ur. 1744 w Hautvillers, prezbiter i wykładowca.
45. Jan Karol Legrand, Jean-Charles Legrand – ur. 1745 w Wersalu, prezbiter.
46. Jan Piotr Le Laisant, Jean-Pierre Le Laisant – ur. 1753 w Valognes, brat Juliana, wikariusz.
47. Julian Le Laisant, Julien Le Laisant – ur. 1761, brat Jana Piotra, wikariusz.
48. Jan Lemaitre, Jean Lemaître – ur. 1767 w Beauvais, prezbiter.
49. Jan Tomasz Leroy, Jean-Thomas Leroy – ur. 1738 w Épernay, prezbiter.
50. Marcin Franciszek Aleksy Loublier, Martin-François-Alexis Loublier – ur. 1733 w diecezji Séez, prezbiter.
51. Klaudiusz Ludwik Marmotant de Savigny, Claude-Louis Marmotant de Savigny – ur. 1748 w Paryżu, prezbiter.
52. Klaudiusz Sylwan Mayaneaud de Bizefranc, Claude-Silvain-Raphaël Majaneaud de Bizefranc – ur. 1750 w Digoin, z wykształcenia filozof i prawnik; prezbiter i kaznodzieja.
53. Henryk Jan Millet (Milet), Henri-Jean Millet – ur. 1759 w Paryżu, prezbiter.
54. Franciszek Józef Monnier, François-Joseph Monnier – ur. 1763 w Paryżu, prezbiter.
55. Maria Franciszek Mouffle, Marie-François Mouffle – ur. 1754 w Paryżu, prezbiter.
56. Józef Ludwik Oviéfve (Oviefre), Joseph-Louis Oviéfve – ur. 1748 w Paryżu, prezbiter.
57. Jan Michał Philippot, Jean-Michel Philippot – ur. 1743 w Paryżu, prezbiter.
58. Klaudiusz Pons(e), Claude Ponse – ur. 1729 w Puy, kanonik regularny.
59. Piotr Klaudiusz Pottier, Pierre-Claude Pottier – rektor seminarium duchownego, eudysta[17].
60. Jakub Rabé, Jacques Rabé – ur. 1750 w Sainte-Mère-Eglise, kapelan hospicjum dziecięcego w Paryżu..
61. Piotr Robert Regnét, Pierre-Robert Regnét – pochodził z diecezji Coutances, prezbiter.
62. Iwo Jan Piotr Rey de Kervizic, Yves-Jean-Pierre Rey de Kervizic –- ur. 1761 w Plounez-Paimpol, prezbiter.
63. Ludwik Franciszek Rigot, Louis-François Rigot – ur. 1751 w Amiens, świecki.
64. Mikołaj Klaudiusz Roussel, Nicolas-Claude Roussel – ur. 1730.
65. Piotr Saint-James, Pierre Saint-James – ur. 1742 w Caen, prezbiter.
66. Jakub Ludwik Schmid, Jacques-Louis Schmid – ur. 1752 w Paryżu, prezbiter.
67. Jan Antoni Seconds, Jean-Antoine Seconds – ur. 1760 w Rodez, jezuita.
68. Piotr Jakub de Turménies, Pierre-Jacques de Turménies – ur. 1744 w Rouen, prezbiter.
69. Renat Józef Urvoy, René-Joseph Urvoy – ur. 1766 w Plouisy, prezbiter.
70. Karol Wiktor Véret, Charles-Victor Véret – ur. 1763 w Louviérs, prezbiter.
71. Mikołaj Maria Verron, Nicolas-Marie Verron – ur. 1740 w Quimperlé, jezuita.
72. Jan Antoni Józef de Villette, Jean-Antoine-Joseph de Villette – ur. 1731 w Le Cateau-Cambrésis, świecki.[18]

### Zamordowani w więzieniu
| Imię (imię oryginalne)                | Nazwisko             | Data urodzenia  | Data śmierci    |           |
| ------------------------------------- | -------------------- | --------------- | --------------- | --------- |
| Jan Chrzciciel (Jean-Baptiste)        | Bottex               | 26 grudnia 1749 | 3 września 1792 | prezbiter |
| Michał Franciszek (Michel-François)   | de la Gardette       | 5 września 1744 | 3 września 1792 | wikariusz |
| Franciszek Jacek (François-Hyacinthe) | Lé Livec de Trésurin | 5 maja 1726     | 2 września 1792 | jezuita   |